# Diablo (Marvel Comics)
Diablo, codinome de Esteban Corazón de Ablo, é um personagem do Universo Marvel, inimigo do Quarteto Fantástico. Sua primeira aparição nas histórias em quadrinhos se deu em Fantastic Four #30, sendo criado por Stan Lee e Jack Kirby.

## História
Esteban é um alquimista do século IX, que vive na cidade de Zaragoza, na Espanha. Ele vendeu sua alma ao demônio Mefisto para conseguir vida muito além do que humanos normais pudessem viver. Anos mais tarde, montou uma base de operações na Transilvânia, onde os moradores locais se voltaram contra ele e o enterraram numa pedra e a colocaram no próprio castelo de Esteban.
Séculos mais tarde, o Quarteto Fantástico vai passar o período de férias na Transilvânia, e, quando chegam, um famoso na região chamado Barão Hugo conta a lenda de Diablo. De noite, Diablo sussurra para o Coisa ir até a pedra onde ele foi confinado e libertá-lo. Quando Ben o liberta, Estaban diz que é alquimista, e que pode preparar uma poção para transformar Ben em humano, em troca de que ele prestasse serviços ao alquimista maléfico por um período de um ano. Ben aceita a oferta proposta pelo feiticeiro, e quando os membros restantes do Quarteto chegam, encontram Ben servindo à Esteban.
Vendo seu companheiro trabalhar para um vilão, os membros do Quarteto imploram para que Ben largue a proposta, mas ele não ouve seus companheiros. Aproveitando-se da situação, Diablo começa a vender seus produtos alquímicos, tornando-se o homem mais rico do planeta. O Sr. Fantástico descobre que os produtos de Diablo são de pouca duração, avisando isso à Ben. Para ele tudo voltou a fazer sentido, e o Quarteto Fantástico novamente reuniu-se para dar fim ao plano de Esteban, que planejava se utilizar da alquimia para conquistar o planeta.
Aproveitando que uma das poçõs de Diablo era guardada num frasco de vidro, o Coisa quebra e derrama a poção, provocando a mais avassaladora ira em Diablo, que, após uma luta com o Quarteto, foi preso novamente pelo Coisa na pedra que os aldeões o haviam prendido séculos antes, e, além disso, Ben fez com que seu castelo ruísse e que os destroços caíssem em Esteban.

## Poderes e habilidades
Esteban de Ablo é um praticante assíduo da alquimia, e se utiliza de qualquer poção mágica que possa ter utilidade. Ele já atingiu o domínio das ciências alquímicas e modernas graças ao seu intelecto avançado e evoluído. Ele aumentou sua juventude, e com isso, sua vida. Pode tornar a carne de seu rosto e seu corpo flexível, podendo assim mudar sua aparência, o queo torne invulnerável a alguns tipos de danos. Suas poções, que pode guardar desde em sua roupa até em seus bolsos, pode alterar qualquer tipo de matéria, além de conceder teletransporte, mas o efeito das poções de Diablo é temporário.

## Realidades Alternativas

### Era do Apocalipse
Na realidade paralela em que o mutante Apocalipse conquista o planeta, Diablo é carcereiro de uma das masmorras que Apocalipse mantém no México, sendo parceiro do Homem-Absorvente.

### Marvel Millenium
No Ultimate Marvel Universo, Diablo é completamente reimaginado. Seu nome verdadeiro é Menendez Flores, e ele é um alquimista do século XV, que vive na cidade de Milão, na Itália. Ele foi preso pelos moradores da cidade numa torre sem nenhuma porta, e se utiliza da ajuda de suas poções e deu seu ajudande corcunda Peppone para escapar de lá. Num de seus planos, utiliza os entes queridos dos membros do Quarteto Fantástico para conseguir sua tão sonhada imortalidade. Nesta versão, até sua tradicional fantasia muda para uma túnica vermelha e roxa.

## Aparições em outras mídias
Diablo apareceu nos desenhos animados do Quarteto, no desenho da década de 1960 e no desenho mais recente, de 2006.